# Maxime Berger
 (septembre 2016).
Améliorez-le ou discutez des points à vérifier. 
Pour les articles homonymes, voir Berger (homonymie).
Maxime Berger est un artiste auteur, illustrateur et musicien belge. 

## Biographie
Diplômé des Beaux-Arts en communication et publicité de Tournai, Maxime Berger travaille en tant que concepteur graphique sur des ouvrages relatifs aux sciences sociales, au développement personnel et aux récits pour enfants. Il est également l’auteur de « Les libertés confisquées » (R.du L., 2022), un conte philosophique enrichi de commentaires du psychopédagogue Bruno Humbeeck.
Il est le créateur de Polo le Lapin, héros d’une série de livres pour enfants (Humbeeck, Berger, Ed. Mols), qui est aussi la mascotte des fascicules coéducatifs "Eduquons ensemble avec Polo le Lapin" de l’Université de Mons (UMONS).
En parallèle à son activité graphique et d’écriture, Maxime Berger accompagne ses livres illustrés de chansons.

## Discographie
- Vertuchou (N.D., M.Berger, 2003)
- Pistolazer (D.Staes, M.Berger, 2012)
- Mijuscule (D.Therry, M.Berger,2014)
- Les libertés mesurées (M.Berger, 2022)